# 医師団陰謀事件
医師団陰謀事件（いしだんいんぼうじけん、ロシア語: дело врачей, ローマ字転写: delo vrachey, 直訳:医師たちの事件）は、サボタージュ医師たちの事件（サボタージュいしたちのじけん、ロシア語: врачи-вредители, ローマ字転写: vrachi-vrediteli, 直訳「害虫の医師たち」）や殺人医師たちの事件（さつじんいしたちのじけん、ロシア語: врачи-убийц, ローマ字転写: vrachi-ubiytsy）という呼称でも知られるヨシフ・スターリンが主導したソビエト連邦の反ユダヤ主義キャンペーンである。1951年から1953年にかけて、モスクワのユダヤ人医師を中心としたグループが、ソビエトの指導者を暗殺する陰謀を企てたとして告発された。その後、シオニズムの脅威を訴えたり、ユダヤ人の姓を持つ人々を非難するなど、反ユダヤ的な性格の主張がメディアに掲載、出版された。さらにユダヤ人、非ユダヤ人を問わず、多くの医師が直ちに彼らの仕事を失い、逮捕され、拷問によって供述を求められた。その結果、ソ連のユダヤ人全体がグラグに強制的に移送される手はずだった。スターリンの死から数週間後、ソビエトの新指導部は証拠が不足しているとして案件を取り下げた。その後まもなく、この事件は捏造されたものであると発表された。

## 端緒
反ユダヤキャンペーンは、スターリンがラヴレンチー・ベリヤを解任して交代させ、他のソ連の指導者を起訴し、共産党の大規模な粛清を開始するための口実、そして、エドワード・ラジンスキーによれば、将来の第三次世界大戦に備えた国内固めとして発動された物と推測されている。
1951年、国家保安省（MGB）の捜査官ミハイル・リューミンは、ユダヤ人反ファシスト委員会とつながりのある「ブルジョワ民族主義者」として逮捕されたヤコフ・エッチンゲル教授が、1948年に没したアンドレイ・ジダーノフと1945年に没したアレクサンドル・シチェルバコフに殺意を抱いて、不正な治療を行ったのではないかと上司である国家保安相ヴィクトル・アバクーモフに報告した。しかし、アバクーモフはこの話を信じようとしなかった。1951年3月2日、エッチンゲルは過酷な尋問と環境により獄中で死亡した。その後リューミンは資金の不正流用でMGBの職を解かれ、エッチンゲルの死の責任を問われた。リューミンはゲオルギー・マレンコフの協力を受けてスターリンに手紙を書き、アバクーモフがソ連の指導者を殺害する陰謀を隠蔽するためにエッチンゲルを殺害したと非難した。1951年7月4日、ソ連共産党政治局はこの問題を調査するため、マレンコフを委員長とし、ベリヤも委員に含んだ委員会を設置した。すぐに政治局は委員会の報告書にもとづいて「悪化したMGBの状況」に関する決議を行い、アバクーモフは解任された。
ベリヤとマレンコフは、この状況を利用して、MGBの支配権を掌握することにより権力を拡大しようとした。

## 逮捕

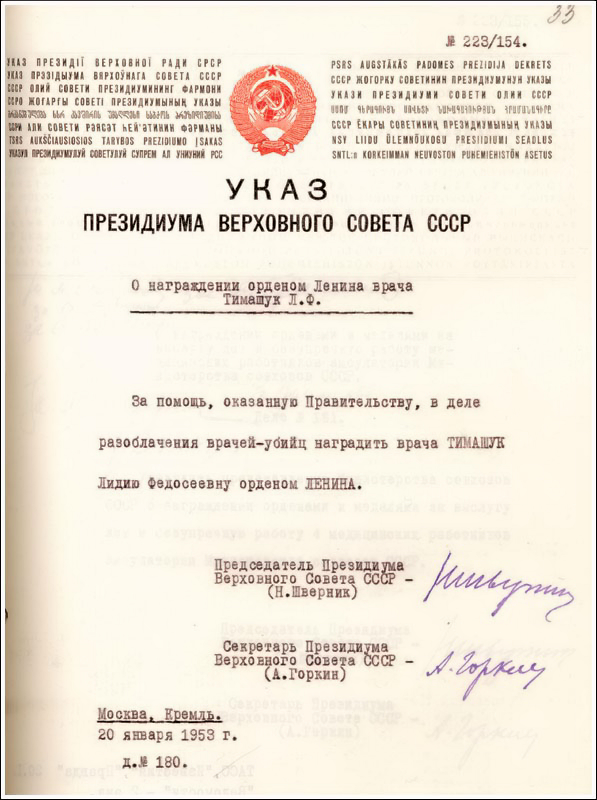
"殺人医師の仮面を暴いた"功績によりリディア・ティマシュクにレーニン勲章を授与する政令

アバクーモフはMGBの長官を解任された直後に逮捕され、拷問を受けた。彼は、犯罪者であるユダヤ人地下組織の同調者であり保護者であるという容疑をかけられた。これに続いて、MGBの中央機関で彼のために働いていたほとんどのユダヤ人を含む多くのエージェントが逮捕された。
1952年、医師団陰謀事件は、心臓内科医のリディア・ティマシュクの手紙が公文書館から掘り起こされる形で蒸し返された。1948年、ティマシュクはスターリンの警備責任者であるニコライ・ヴラシク将軍に対して、ジダーノフが心臓発作を起こした際に治療に当たったクレムリンの医師たちが誤った治療を行った結果ジダーノフが死亡し、医師たちが自らの過ちを隠蔽したことを告発する手紙を書いたが、元々この手紙は無視されていた。1953年、ティマシュクは「殺人医師の仮面を暴いた功績」により、後に剥奪されることとなるレーニン勲章を授与されたが、ニキータ・フルシチョフがスターリン批判の中で彼女をこの点で言及して以来、長い間ティマシュクは医師迫害の扇動者という不当な汚名を着せられていた。隠蔽に関わったクレムリンの医師たちが逮捕されたが、彼らは全員ロシア人であった。シオニストの陰謀という体裁を維持するために、リューミンと、アバクーモフの後任としてMGB長官となったセミョーン・イグナチェフは、その多くがエッチンゲルによる供述が元になったと思われるユダヤ人医師も逮捕リストに加えさせた。彼らの多くは、ミロン・ボフシのようにクレムリンの医療部門と連携していたのである。一連の逮捕は1952年9月に始まった。ヴラシクはスターリンの警備責任者から解任され、最終的にはティマシュクの手紙を無視した件で逮捕された。
当初の逮捕者は37人だった。陰謀疑惑の捜査で捕えられた容疑者らは、拷問によって自分とその仲間に不利な証拠を提示するよう強要された。
スターリンはイグナチェフを叱咤激励し、MGBの無能ぶりを非難した。彼は、既に逮捕されている医師たちの取り調べを加速するよう要求した。スターリンはシオニスト陰謀の明確な全体像がなく、特にユダヤ人の医師が有罪であるという確固たる証拠がないと不満を述べた。
新たに公開されたソ連国家保安委員会の資料により、スターリンが収集した尋問資料をマレンコフ、フルシチョフ、およびその他の「医師団陰謀事件の潜在的な犠牲者」に転送していたことが判明している。

## 報道キャンペーン
スターリンはタス通信とソ連共産党の機関紙プラウダに、スターリンを含むソ連の指導者を暗殺することを目論んだ医師団の陰謀が発覚した件について報道をするよう命じた。このキャンペーンが目指す目標は、見世物裁判の舞台を設定することであった。他の資料によれば、ベリヤとマレンコフが主導権を握っており、彼らは自分たちの利益のために計画を利用し続けていた。1953年1月9日、ベリヤは政治局に陰謀の公表を決定するように促した。彼にとっては医師団陰謀事件が、彼が個人的に影響を受けたミングレル事件を上回る注目を集めることが特に重要だった。
1953年1月13日、9人のモスクワの高名な医師が、ソ連の政治・軍事の指導者を毒殺する大規模な計画に参加したとして告発された。プラウダは「医学者の仮面をかぶった悪質なスパイと殺人者」という見出しでこの告発を報じた。
他には「著名なユダヤ人ブルジョア民族主義者」と呼ばれていたソロモン・ミホエルス（モスクワ国立ユダヤ劇場の俳優・演出家、ユダヤ人反ファシスト委員会委員長、1948年1月暗殺）、ミロン・ボフシ（心理療法家、スターリンの侍医でミホエルスのいとこ）、ウラジーミル・ヴィノグラドフ（心理療法家）、ミハイル・コーガン（心理療法家）、ボリス・コーガン（心理療法家）、ピョートル・エゴロフ（心理療法家）、アレクサンドル・フェリドマン（耳鼻科医）、ヤコフ・エッチンゲル（心理療法家）、アレクサンドル・グリンシュテイン（神経病理学者）、ガヴリル・マヨロフ（心理療法家）について言及されていた。名前が挙げられた9人の医師のうち6人がユダヤ人であった。
被害者とされたのは、高位の政治家であるアンドレイ・ジダーノフ、アレクサンドル・シチェルバコフ、陸軍元帥のアレクサンドル・ヴァシレフスキー、レオニード・ゴヴォロフ、イワン・コーネフ、セルゲイ・シュテメンコ将軍、ゴルデーイ・レフチェンコ提督などが含まれた。
スターリンは多くのソビエトユダヤ人著名人士が署名した、陰謀に関与したユダヤ人を糾弾した上、ソ連と社会主義に忠実なソビエトのユダヤ人と一線を画する内容の書簡をプラウダに掲載することを検討した。この書簡はふたつの版が作られたが、掲載されることはなかった。スターリンが最終的に公表を取り止めたのか、それとも彼の死の時点ではまだ作業が終わっていなかったのかは不明である。

## スターリンの死とその影響
1953年3月5日にスターリンが没した後、新指導部はすぐに医師団陰謀事件に関するすべての告発を棄却し、医師たちは3月31日に新任の内務大臣ラヴレンチー・ベリヤによって無罪とされ、国民には4月6日のプラウダで伝えられた。MGBの主任捜査官で国家安全保障省の副大臣であるミハイル・リューミンは事件を捏造したと非難され、逮捕、後に処刑された。マレンコフはコムソモール幹部であるニコライ・メシヤツェフに医師団陰謀事件を再検討するように命じ、すぐにそれが捏造であることが判明した。

## フルシチョフの発言
1956年、ニキータ・フルシチョフ第一書記はスターリン批判で、医師団陰謀事件は「スターリンが仕組んだ...でっち上げ」だが、スターリンには「それを完結させるだけの時間がなかった」ことで、医師たちの命が救われたと述べた。また、フルシチョフは、この事件の検事を呼んだスターリンが取り調べの方法について「殴れ、殴れ、そしてもっと殴れ」と述べたと語った 。スターリンは国家保安大臣に「もし医師から自白を得られなかったら、我々はおまえの頭ひとつ分を短くする」と言ったとされている。
また、フルシチョフは、スターリンがウクライナで反ユダヤ主義を煽るようにほのめかし、「工場の模範労働者がユダヤ人たちを叩きのめして地獄に送るために棍棒を与えるべきだ」と述べたと主張した。
フルシチョフによると、スターリンは政治局員たちに「君たちは若い子猫のように盲目だ。私がいなければどうなるか? 敵を認識する方法を知らないから、国家は滅びるだろう」と述べた。
フルシチョフは、スターリンが医師団陰謀事件をきっかけに共産党の大規模な粛清をはじめるつもりだったと主張していた。

## ユダヤ人の強制移送計画
ソ連の他の少数民族の強制移送同様、医師団陰謀事件はユダヤ人に対する大規模な弾圧と強制移送の引き金になることを意図していたという見解が、様々な回顧録や二次的な証拠に基づき存在する。しかし、この計画はスターリンの突然の死によって達成されなかった。
ルイス・ラポポートによれば、投獄された医師たちの公開処刑から始まった大量虐殺は、その後、次のように計画されていたという。
1953年のスターリンの死の直前、シベリア南部とシベリア西部に4つの大きな収容所が建設されたが、それらはユダヤ人のための物だと噂された。これらの収容所にユダヤ人を強制移送する計画を立てるため特別に「強制移送委員会」が作られたとされている。数年後、「委員会」の秘書だったニコライ・ポリャコフは、スターリンの最初の計画によれば、1953年2月中旬には強制移送が開始される予定だったが、まだ、対象となるユダヤ人をリストアップするという大作業が完了していなかったと述べている。まず、「純血」のユダヤ人が追放され、次に 「混血」が追放されることになっていた。スターリンは1953年3月に没する前、既に裁判にかけられた医師団陰謀事件の被告を赤の広場で処刑することを計画していたと言われており、その後、激怒したロシアの民衆から離れた収容所にユダヤ人を送って隔離することにより、自らをソ連のユダヤ人の救世主に仕立て上げようとしていた。このような追放計画のいくつかの側面を説明するさらなる陳述がある。
ヤコフ・ヤコヴレヴィチ・エッチンゲル（獄中死した医師の養子）は、スターリンが1953年2月末にユダヤ人をシベリアに大量に強制移送するための鉄道車両を手配するよう指示したとソ連共産党政治局員だったニコライ・ブルガーニンが述べたことを記述している。もうひとりのソ連共産党政治局員アレクサンドル・ヤコブレフの著書によれば、スターリンは1953年2月にユダヤ人の強制移送の準備を始め、ソ連の著名なユダヤ人のグループに、ソ連政府がユダヤ人を「ソ連国民の正当な怒り」から救うために、大量強制移送を実行するよう嘆願する書簡の準備を命じたという。プラウダに掲載される予定だったこの書簡の草稿が後に発見された。歴史家のサムソン・マディエフスキーによれば、間違いなく強制移送は検討されており、問題はその時期だっただという。
ジョレス・メドヴェージェフによると、強制移送計画を裏付ける文書は見つからなかったという。

## 関連文献
- Lustiger, Arno (2003), “The Tragedy of the Soviet Jews and the Anti-Fascist Committee”, Stalin and the Jews: The Red Book, Enigma Books, ISBN 978-1-929631-10-0.
- Brent, Jonathan; Naumov, Vladimir, Stalin's Last Crime: The Plot Against the Jewish Doctors, 1948–1953, ISBN 978-0-06-093310-4.
- Rapoport, L; Rapoport, Y. (1990), Stalin's war against the Jews: the Doctors' Plot and the Soviet solution, Toronto: Free Press.